# Comuna Bolintin-Deal, Giurgiu
Bolintin-Deal (în trecut, Bolintinul din Deal) este o comună în județul Giurgiu, Muntenia, România, formată din satele Bolintin-Deal (reședința) și Mihai Vodă.

## Așezare
Comuna se află în nordul județului, la limita cu județul Ilfov, pe malurile râului Sabar (în principal pe cel stâng). Este străbătută de autostrada București–Pitești, pe care este deservită de o ieșire; dar și de șoseaua județeană DJ601, care o leagă spre vest de Bolintin-Vale, Crevedia Mare (unde se intersectează cu DN61), Roata de Jos, și mai departe în județul Teleorman de Videle, iar spre est în județul Ilfov de Ciorogârla (unde se termină în autostrada A1). La Bolintin-Deal, din acest drum se ramifică șoseaua județeană DJ401A, care o leagă spre sud de Grădinari și de comuna ilfoveană Ciorogârla.

## Demografie
Componența etnică a comunei Bolintin-Deal
     Români (89,41%)
     Alte etnii (0,24%)
     Necunoscută (10,35%)
Componența confesională a comunei Bolintin-Deal
     Ortodocși (87,21%)
     Alte religii (1,71%)
     Necunoscută (11,08%)
Conform recensământului efectuat în 2021, populația comunei Bolintin-Deal se ridică la 6.194 de locuitori, în creștere față de recensământul anterior din 2011, când fuseseră înregistrați 5.921 de locuitori. Majoritatea locuitorilor sunt români (89,41%), iar pentru 10,35% nu se cunoaște apartenența etnică. Din punct de vedere confesional, majoritatea locuitorilor sunt ortodocși (87,21%), iar pentru 11,08% nu se cunoaște apartenența confesională.

## Politică și administrație
Comuna Bolintin-Deal este administrată de un primar și un consiliu local compus din 15 consilieri. Primarul, Emilian Bănică[*], de la Partidul Național Liberal, este în funcție din 2004. Începând cu alegerile locale din 2024, consiliul local are următoarea componență pe partide politice:
|  | Partid                          | Consilieri | Componența Consiliului | Componența Consiliului | Componența Consiliului | Componența Consiliului | Componența Consiliului | Componența Consiliului | Componența Consiliului | Componența Consiliului |
|  | ------------------------------- | ---------- | ---------------------- | ---------------------- | ---------------------- | ---------------------- | ---------------------- | ---------------------- | ---------------------- | ---------------------- |
|  | Partidul Național Liberal       | 8          |                        |                        |                        |                        |                        |                        |                        |                        |
|  | Partidul Social Democrat        | 5          |                        |                        |                        |                        |                        |                        |                        |                        |
|  | Alianța pentru Unirea Românilor | 1          |                        |                        |                        |                        |                        |                        |                        |                        |
|  | Partidul Mișcarea Populară      | 1          |                        |                        |                        |                        |                        |                        |                        |                        |

## Istorie
La sfârșitul secolului al XIX-lea, comuna făcea parte din plasa Sabar a județului Ilfov și era formată din satele Bolintinul din Deal și Berceni, având în total 1717 locuitori ce trăiau în 341 de case. Existau în comună o moară de apă, una cu aburi, o biserică și o școală cu 38 de elevi (dintre care 2 fete), iar principalul proprietar de pământuri era Em. Băleanu. La acea vreme, pe teritoriul actual al comunei mai funcționa în aceeași plasă și comuna Țigănia-Crivina, formată din satele Țigănia și Crivina, cu 1519 locuitori, trei mori de apă, o școală mixtă și o biserică. Anuarul Socec din 1925 consemnează desființarea comunei Țigănia-Crivina, satul Țigănia revenind comunei Bolintinul din Deal, alături de satele Bolintinu și Berceni-Băleanu, populația comunei fiind de 4344 de locuitori. În 1931, comuna Țigănia-Crivina a fost reînființată, sub numele de Mihai Vodă (nume preluat și de satul Țigănia). Ulterior, comuna Mihai Vodă a fost din nou desființată, satul Mihai Vodă revenind la comuna Bolintin-Deal.
În 1950, comuna a fost transferată raionului Răcari și apoi (după 1952) raionului Titu din regiunea București. În 1968, ea a revenit la județul Ilfov, reînființat. Tot atunci, satul Berceni a fost desființat și comasat cu satul Bolintin-Deal. În 1981, o reorganizare administrativă regională a dus la transferarea comunei la județul Giurgiu.

## Monumente istorice
În comuna Bolintin-Deal se află conacul Băleanu, ulterior Hubert, astăzi spital, datând de la începutul secolului al XX-lea, monument istoric de arhitectură de interes național.
În rest, cinci alte obiective sunt incluse în lista monumentelor istorice din județul Giurgiu ca monumente de interes local. Patru dintre ele sunt clasificate ca monumente de arhitectură: conacul Hubert (începutul secolului al XX-lea, astăzi spitalul comunal); primăria (sfârșitul secolului al XIX-lea); școala de fete (sfârșitul secolului al XIX-lea), devenită ulterior poștă; și biserica „Sfântul Nicolae” și „Sfântul Mucenic Manuil” (1886), toate aflate în satul Bolintin-Deal. Al cincilea obiectiv, clasificat ca monument memorial sau funerar, este cavoul familiei Băleanu, aflat în curtea bisericii.

## Personalități născute aici
- Emanoil Bucuța (1887 - 1946), scriitor, biolog, membru corespondent al Academiei Române;
- Ionuț Constantin (n. 2001), fotbalist.